# Ileana Cotrubaş
Ileana Cotrubaş (Galati, 9 de junio de 1939) es una cantante de ópera rumana con registro de soprano cuya carrera se desarrolló desde los años sesenta hasta los ochenta del siglo XX. Fue la Violeta de La traviata dirigida por Carlos Kleiber.

## Biografía
Cotrubaş nació en Galati. Creció en una familia musical; su padre, Vasile, era tenor en un coro aficionado. La carrera musical de Cotrubaş comenzó a la edad de nueve años, cuando se convirtió en miembro de un coro radiofónico de niños. A los once, era una de las solistas. 
En 1952 se trasladó a Bucarest para estudiar en la escuela Şcoala Specială de Muzică para los superdotados musicalmente. Cotrubaş debutó en escena con la Ópera de Bucarest como Yniold en la ópera de Debussy Pelléas et Mélisande en 1964. Posteriormente amplió su repertorio incluyendo papeles como el de Oscar en Un baile de máscaras, Gilda en Rigoletto, y Blondchen en El rapto en el Serrallo y comenzó a aparecer en producciones en toda Europa.
En 1965, Cotrubaş ganó una importante competición en Bolduque (Países Bajos), donde obtuvo el primer premio en ópera, lieder, y oratorio. Al año siguiente, ganó un concurso radio-televisivo en Múnich. Estos premios, junto a su gran éxito interpretando Pamina en Bruselas, la llevaron a aparecer en la Ópera estatal de Viena, Ópera del estado de Hamburgo,  Staatsoper Unter den Linden(Ópera estatal de Berlín) y el Festival de Salzburgo, y firmar un contrato con la Ópera de Frankfurt. 
En 1969, debutó en el Reino Unido, en el Festival de Glyndebourne como Mélisande, y cantó dos exitosas temporadas allí en el papel titular de la ópera de Cavalli, Calisto. Debutó en la Royal Opera House, Covent Garden en 1971 como Tatiana en la ópera de Chaikovski Eugenio Oneguin.
Cotrubaş firmó un contrato de tres años con la Ópera estatal de Viena en 1970. Durante el tiempo que estuvo allí, incorporó a su repertorio los roles de Susana en Las bodas de Fígaro, Zerlina en Don Giovanni, Violetta en La Traviata, Mimi en La Bohème, y Sophie en Der Rosenkavalier. 
En 1973, debutó operísticamente en los Estados Unidos, en la Ópera Lírica de Chicago como Mimi.
Cotrubaş obtuvo renombre internacional cuando el 7 de enero de 1975 tuvo que reemplazar a Mirella Freni en La Scala como Mimi. Tuvo que volar desde su casa en Kent y llegó quince minutos antes de que subiera el telón. Su interpretación fue aclamada tanto por la crítica como por el público.
Debutó en el Metropolitan Opera el 23 de marzo de 1977, como Mimi en una producción con José Carreras y Renata Scotto. En el Met también interpretó a Gilda, con Plácido Domingo y Cornell MacNeil, en una interpretación televisiva de Rigoletto el 7 de noviembre de 1977, y como Violetta, de nuevo frente a Domingo y MacNeil, en una interpretación televisiva de La Traviata el 28 de marzo de 1981. Cantó en total otros tres papeles en el Met: Ilia en Idomeneo (en su estreno en el Metropolitan Opera), Tatiana en Eugene Onegin, y Micaela en Carmen, que es el papel que representó en su última actuación con la compañía el 26 de marzo de 1987. 
Es muy conocida por plantear exigencias a los directores y cantantes. En varias ocasiones - Eugene Onegin en Viena en 1973 y Don Pasquale en el Met en 1980 - se marchó de las producciones al discrepar del director de escena.
Se retiró de las actuaciones públicas en 1990, pero sigue enseñando, impartiendo clases magistrales y ayudando a jóvenes cantantes.